# آرتور شاه
آرتور شاه (به انگلیسی: Arthur the King) یک فیلم ماجراجویی آمریکایی محصول ۲۰۲۴ به کارگردانی سایمون سلان جونز با بازی مارک والبرگ، سیمو لیو و جولیت رایلنس است. این فیلم بر اساس کتاب غیرداستانی آرتور: سگی که برای یافتن خانه از جنگل عبور کرد (۲۰۱۶) نوشته میکائیل لیندورد ساخته شده‌است. در این فیلم، کاپیتان تیم مسابقه‌ای ماجراجویانه با یک سگ ولگرد زخمی به نام آرتور دوست می‌شود و این سگ تیم را در یک مسابقه طاقت‌فرسا ۴۳۵ مایلی (۷۰۰ کیلومتری) در جمهوری دومینیکن همراهی می‌کند.
این فیلم در سال ۲۰۱۹ اعلام شد. پروژه در ژوئن ۲۰۲۰ به لاینزگیت منتقل شد و فیلم‌برداری در ژانویهٔ ۲۰۲۱ در جمهوری دومینیکن آغاز شد. این فیلم در ۱۵ مارس ۲۰۲۴ منتشر شد و نظرات متفاوتی از سوی منتقدان دریافت کرد.

## بازیگران
- مارک والبرگ
- سیمو لیو
- جولیت رایلنس
- ناتالی امانوئل
- علی سلیمان
- بر گریلس
- پل گویلفویل

## تولید
هم پارامونت پلیرز و هم لاینزگیت برای پخش فیلم پیوست شدند. بالتاسار کورماکور در ابتدا قرار بود این فیلم را کارگردانی کند اما به دلیل تداخل زمان‌بندی از آن انصراف داد.
انتخاب بازیگر مارک والبرگ در نقش لیندورد در ژوئیه ۲۰۱۹ اعلام شد. در دسامبر ۲۰۲۰، اعلام شد که سیمو لیو، علی سلیمان و راب کالینز در این فیلم نقش آفرینی کرده‌اند و سیمون سلان جونز جایگزین کورماکور خواهد شد.
فیلمبرداری در جمهوری دومینیکن انجام شد و از ژانویه ۲۰۲۲، فیلم در مرحله پس‌تولید قرار دارد.

## بازخورد

### گیشه
در ایالات متحده و کانادا، آرتور شاه در کنار انجمن سیاه‌پوستان جادویی آمریکا و عشق دروغ خونریزی اکران شد و پیش‌بینی می‌شد در آخر هفته افتتاحیه‌اش از ۳٬۰۰۳ سینما ۸ تا ۱۰ میلیون دلار فروش داشته باشد. این فیلم در روز نخست اکران ۳ میلیون دلار به دست آورد که شامل ۸۲۵٬۰۰۰ دلار از پیش‌نمایش‌های پنجشنبه شب بود. این فیلم به فروشی ۷٫۵ میلیون دلاری رسید و در گیشه سوم شد.

### واکنش انتقادی
در وبگاه جمع‌آوری نقد راتن تومیتوز، ٪۶۷ از ۶۳ بررسی منتقدان مثبت است و میانگینِ امتیاز آن ۵٫۹/۱۰ است. اجماع این وبگاه چنین می‌نویسد: «به سختی می‌توان توانایی آرتور شاه را در برانگیختن احساسات انکار کرد، گرچه که اگر رویکرد ظریف‌تری را در پیش می‌گرفت، می‌توانست مؤثرتر باشد.» این فیلم در متاکریتیک که از میانگین وزنی استفاده می‌کند، بر اساس نظر ۱۸ منتقدین امتیاز ۵۴ از ۱۰۰ را کسب کرده که نشان‌گر «نقدهای مختلط یا متوسط» است. تماشاگرانی که به‌وسیلهٔ سینماسکور مورد بررسی قرار گرفتند به فیلم نمره میانگین «A» از A+ تا F دادند. آن‌هایی که در نظرسنجی پست‌ترک شرکت کردند ۴٫۵ از ۵ ستاره به آن دادند و ۷۵٪ گفتند که قطعاً فیلم را توصیه می‌کنند.